# Exèrcit cartaginès

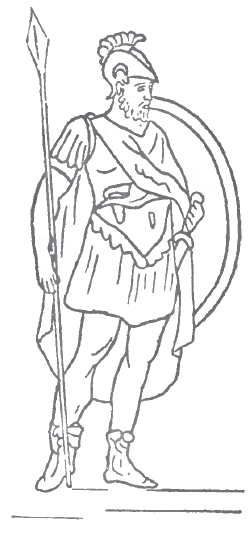
Soldat cartaginès.

L'exèrcit cartaginès va ser l'exèrcit de l'Imperi Cartaginès, una de les forces militars més importants de l'Antiguitat amb capital a la colònia fenícia de Cartago. Si bé per Cartago la flota cartaginesa va ser sempre la seva principal força, l'exèrcit va adquirir un paper clau en l'extensió del poder púnic sobre els nadius del nord d'Àfrica i del sud de la península Ibèrica, principalment en el període comprès entre el segle vi aC i el segle iii aC. A partir del segle v aC, Cartago va emprendre un ambiciós programa d'expansió cap a Sardenya, les illes Balears i el nord d'Àfrica. A causa d'això, el seu exèrcit es va anar transformant en un mosaic multiètnic, perquè l'escassetat de recursos humans propis va motivar la necessitat d'enrolar contingents de tropes foranes, principalment com a mercenaris. Aquest fet va convertir a les forces armades de Cartago en un conglomerat d'unitats púniques, aliades i mercenàries.
Quant a la seva estructura militar, es va tractar sempre d'un exèrcit combinat, que disposava d'infanteria lleugera i pesada, d'artilleria, de fustigadors, de cavalleria lleugera i pesada, així com de seccions d'elefants de guerra (elefant cartaginès) i de carros de guerra. El comandament suprem de l'exèrcit va ser inicialment ostentat pels súfets, fins al segle iii aC, A partir de llavors, el van rebre generals nomenats directament pel Senat o l'Assemblea.
L'exèrcit de Cartago es va enfrontar en nombroses ocasions a exèrcits grecs per l'hegemonia a Sicília. Això va influenciar el desenvolupament de les tàctiques i armes púniques, que va basar el seu exèrcit en unitats de falange. La disputa per Sicília va resultar inconclusa, i Cartago mai va arribar a conquistar la ciutat de Siracusa.
No obstant això, la maquinària bèl·lica cartaginesa va tenir el seu major repte en enfrontar-se a les legions romanes en les guerres púniques. Tot i que Cartago va ser finalment derrotada, el seu exèrcit va aconseguir notables triomfs al comandament d'homes excepcionals com Hanníbal i Hamílcar Barca.

## Característiques

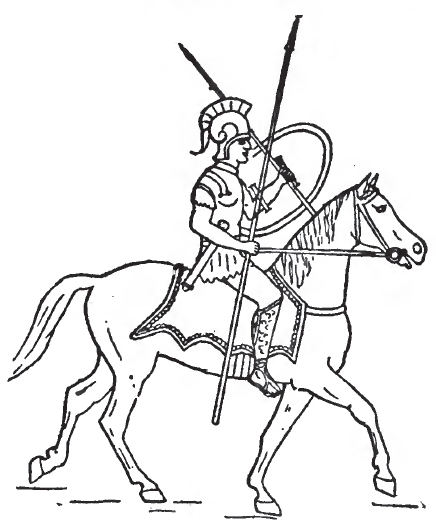
Genet cartaginès.

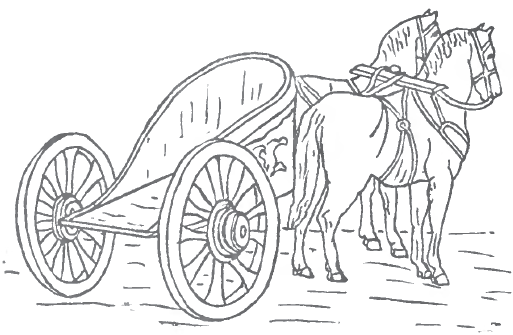
Carro de guerra púnic.

La característica més cridanera de l'exèrcit de Cartago era la seva composició, ja que comptava amb un gran contingent de forces estrangeres. Cartago disposava d'un escàs cos de ciutadans d'entre els quals podia reclutar tropes i aquests, a més, no tenien una marcada tradició militar. No passava així en el cas de la flota cartaginesa, que comptava amb un millor entrenament i una llarga tradició i experiència, però els exèrcits de terra tendien a allistar-se o ampliar-se essencialment quan eren necessaris per a accions bèl·liques, dissolent-se al final. Els ciutadans només estaven obligats a exercir el servei militar per defensar la mateixa ciutat en cas d'amenaça directa. Aquesta absència d'una força ciutadana pròpia obligava que l'exèrcit estigués compost sobretot per soldats estrangers: libis, hispans, gals, grecs, etc.
No obstant això, considerar que l'exèrcit púnic estava compost per mercenaris tampoc és ajustat a la realitat: moltes de les tropes estrangeres que Cartago allistava entre les seves files no lluitaven al costat de la ciutat púnica simplement per diners. Alguns contingents no rebien una remuneració, sinó que eren proporcionats per regnes tributaris o aliats, com a part dels acords assolits en tractats bilaterals. Aquest era un cas molt freqüent, per exemple, entre els regnes númides, que mantenien fortes relacions polítiques amb els cartaginesos. També ocorria en relacions més estretes que vinculaven a diversos pobles amb alguns generals en particular, com ara Hanníbal. La naturalesa diferencial de l'exèrcit de Cartago implicava que un comandant cartaginès tenia sota les seves ordres a molt diferents contingents de tropes, procedents de diversos pobles. Això impedeix que es pugui parlar d'un típic exèrcit cartaginès, atès que cada força púnica posseïa característiques úniques. D'altra banda, la seva composició implicava una sèrie d'avantatges i inconvenients: oferia al general un exèrcit molt versàtil, format per tropes molt diverses amb un alt grau de professionalitat, i que al seu torn podien reclutar-les amb molta rapidesa. No obstant això, aquest tipus d'host plantejava al general una gran dificultat per relacionar i combinar adequadament tots els contingents, fins al punt que un exèrcit format per la unió de diversos i experimentats cossos (per exemple, l'exèrcit cartaginès de la batalla de Zama) podia tenir problemes per actuar com una única entitat.

## Elefants de guerra

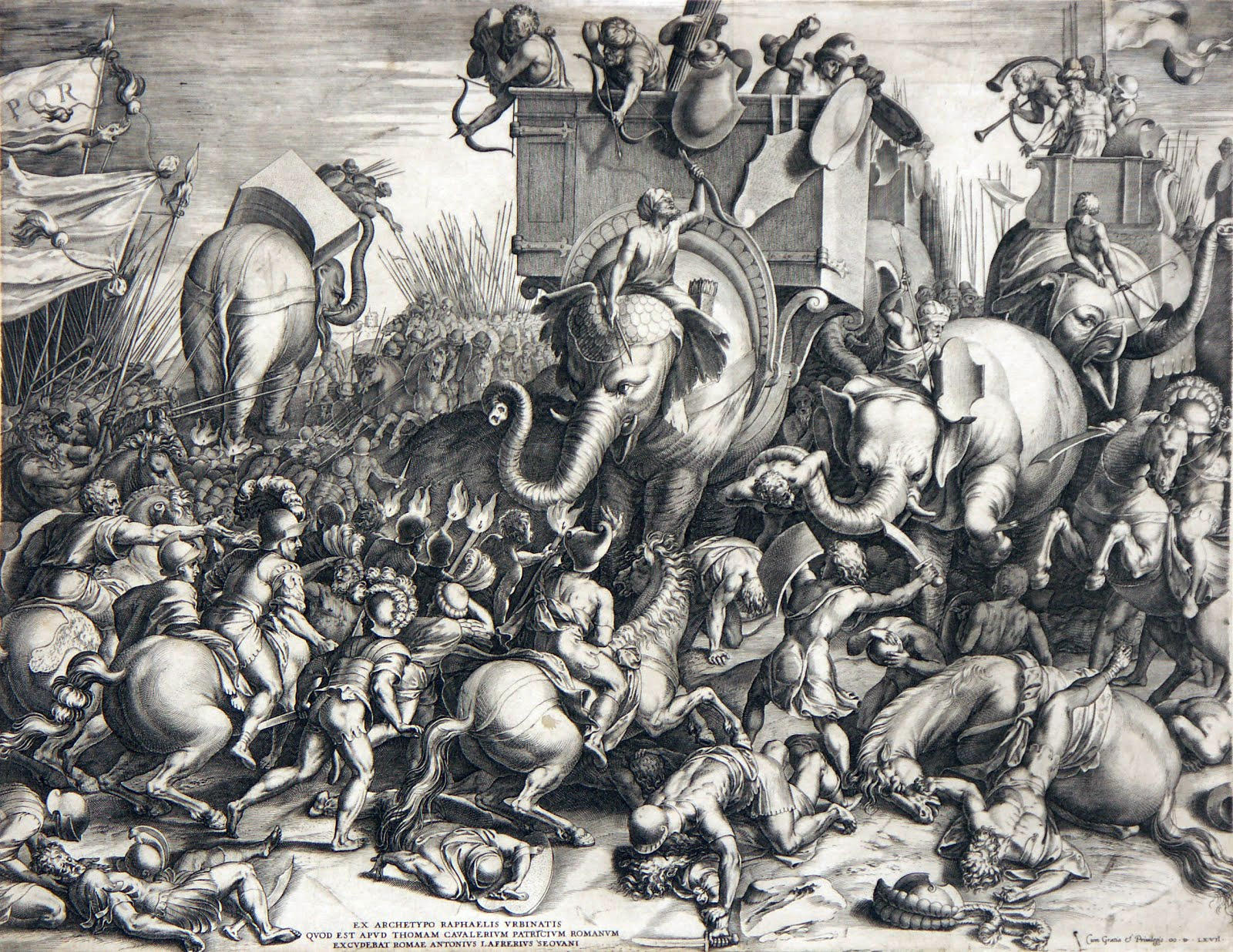
Elefants de guerra atacant la formació romana durant la batalla de Zama. Il·lustració de Cornelis Cort (1567).

En els estables de Cartago hi havia espai per a 300 elefants de guerra. Els cartaginesos van emprar per primera vegada aquests animals contra els romans l'any 262 aC i van obtenir el seu primer triomf el 255 aC, quan en la plana del Bàgrades els elefants, disposats per Xantip al capdavant de la formació púnica, van aixafar a la infanteria de Marc Atili Règul, en allò que pot considerar-se el major èxit de la força d'elefants cartaginesa.
| «                         | Els romans van rebutjar als mercenaris cartaginesos de l'avantguarda, que van xocar amb els elefants i la resta de les línies del seu exèrcit | » |
| — Polibi, Històries, I 5. | |   |

Aquesta citació sobre la batalla d'Agrigent (262 aC) ens indica la forma de combatre que va adoptar Hannó (que no tenia per què ser la més comuna): els mercenaris lluitaven a l'avantguarda, una decisió lògica, en certa manera, doncs així s'evitaven desercions i traïcions. Els mercenaris eren controlats des de la rereguarda, i en cas que la batalla es girés en contra, es perdrien les tropes més prescindibles i menys costoses.
Cartago va obtenir inicialment alguns elefants asiàtics a través de l'Egipte Ptolemaic, que també li va proporcionar conductors indis, base del futur cos de mahouts. Aquests elefants, de grans dimensions, al voltant de 3 metres d'alçada des de la peülla fins a l'espatlla, podien anar equipats per al combat amb una estructura de torre a la gropa, encara que no tots ells solien portar-la. En aquest cas, la seva guarnició estava formada per quatre homes: El mahout o conductor, generalment de raça númida. Abraçava a l'elefant protegint-se amb les seves grans orelles. Comptava amb una pica per esperonar a l'animal, que podia clavar en el seu clatell si el paquiderm embogia. A la torre viatjaven altres tres soldats: un arquer, un llancer equipat a la manera hoplita i un oficial. Alguns comandants púnics agradaven de dirigir la batalla des de dalt d'un elefant, com el mateix Hanníbal a l'inici de la seva campanya italiana.
Però els púnics no podien abastir-se permanentment d'animals indis, i van capturar elefants africans, a l'àrea del Sàhara. Es tractava de l'espècie d'elefant forestal, avui extingit, de menor grandària que els asiàtics. La seva petita grandària impedia la col·locació de la torre a la gropa, de manera que es van destinar a tasques de xoc, sent controlats per un únic mahout.
El manteniment i el desplaçament dels elefants en campanya era complicat. Polibi relata les dificultats que l'exèrcit d'Hanníbal va tenir per aconseguir fer travessar el Roine als seus elefants, que es va veure obligat a construir un pont de barques i basses. No obstant això, en enfonsar-se la construcció els animals van caure a l'aigua i van acabar travessant el riu respirant amb ajuda de la seva trompa.
En creuar els Alps, Hanníbal només va poder comptar amb els elefants supervivents de la batalla del Trèbia (218 aC), atès que la majoria van morir en el transcurs del cru hivern del 218-217 aC.
Durant la batalla d'Adis, Polibi diu que «Cartago tenia posades les seves principals esperances en la cavalleria i els elefants». Aquesta afirmació serà una constant durant la totalitat de les dues primeres guerres púniques entre Roma i Cartago.

## Mercenaris ibèrics

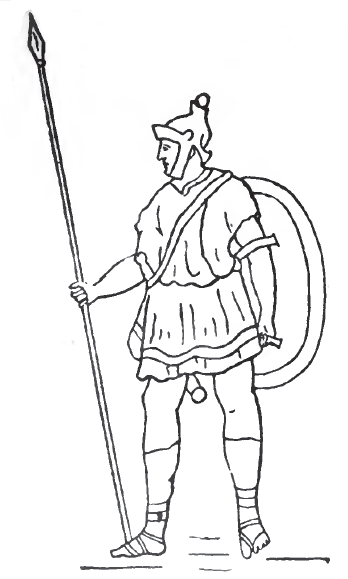
Soldat ibèric d'infanteria de l'exèrcit d'Hanníbal.

Després de la conquesta d'Hispània, el gruix de l'exèrcit cartaginès estava format per tropes procedents d'Ibèria. Aquestes tropes provenien de dues ètnies diferents: les tribus iberes del llevant i sud peninsular, i les tribus celtíberes de l'interior. Constituïen les tropes més disciplinades dels exèrcits púnics, si exceptuem la infanteria libio-fenícia. Aquests soldats, majoritàriament mercenaris, encara que és possible que existissin contingents que obeïssin cegament a generals carismàtics, com Hanníbal, seguint la tradicional devotio ibèrica, subministraven tropes de cavalleria lleugera, infanteria lleugera i pesada.
- Ibers

La infanteria pesant ibera portava armadura de malles o escates, elm i un escut llarg i oblong, semblant a l'escutum romà dels temps de la República Romana. La seva arma principal era la falcata, una espasa curta de doble tall, lleugerament corbada, que tenia letal precisió i podia ser usada per tallar o apunyalar.
La infanteria lleugera ibera anava equipada amb un joc de dards, dues o tres javelines, escuts lleugers i fones. Alguns utilitzaven la caetra, un petit escut rodó de cuir o fusta. Generalment anaven desprotegits, encara que la seva agilitat i habilitat amb l'espasa els feia oponents equiparables a la infanteria pesant en combats oberts.
- Celtibers

Els celtibers servien tant com a infanteria pesant com lleugera. Vestien les mateixes armadures que la infanteria ibera, encara que variava el seu armament. Brandaven la típica espasa de doble tall cèltic, destinada a tallar mitjançant agressius moviments d'atac. Portaven un tipus especial de javelines, conegudes pels romans com soliferreum ("només ferro") que, com el nom indica, estaven fetes únicament de ferro i aproximadament la mateixa grandària que el pilum, amb una funció similar. També empraven la falàrica: un astil de fusta de pi amb un llarg cap de ferro en el seu extrem, al voltant de la qual el soldat enrotllava llana xopada en oli o brea, la prenia i la llançava per l'aire. Aquesta arma incendiària seria adoptada i modificada pels romans per ser llançada des de màquines de guerra. Portaven capes negres i, quant als escuts, alguns usaven uns lleugers similars als dels celtes i altres escuts rodons de la grandària de l'aspis grec. Protegien les seves cames amb bandes de pèl trenat, i els seus caps amb cascos de bronze amb cimeres vermelles.
- Lusitans

Els lusitans són descrits pel geògraf grec Estrabó com àgils i ràpids, destres per a les emboscades, l'espionatge i les retirades. Portaven un petit escut, tipus caetra, còncau pel davant i de dos peus de diàmetre, que mitjançant corretges portaven penjat de les espatlles, possiblement perquè no tenia nanses i abraçadores. Anaven armats amb un punyal o ganivet, i amb diverses javelines, o una llança de punta de bronze. La majoria es protegien amb cuirasses de lli (similar al linotorax grec) i només alguns usaven cotes de malla. Anaven equipats amb cascos metàl·lics amb tres plomalls, o amb ielms de cuir. També utilitzaven espinilleres (grebes).

## Els foners balears

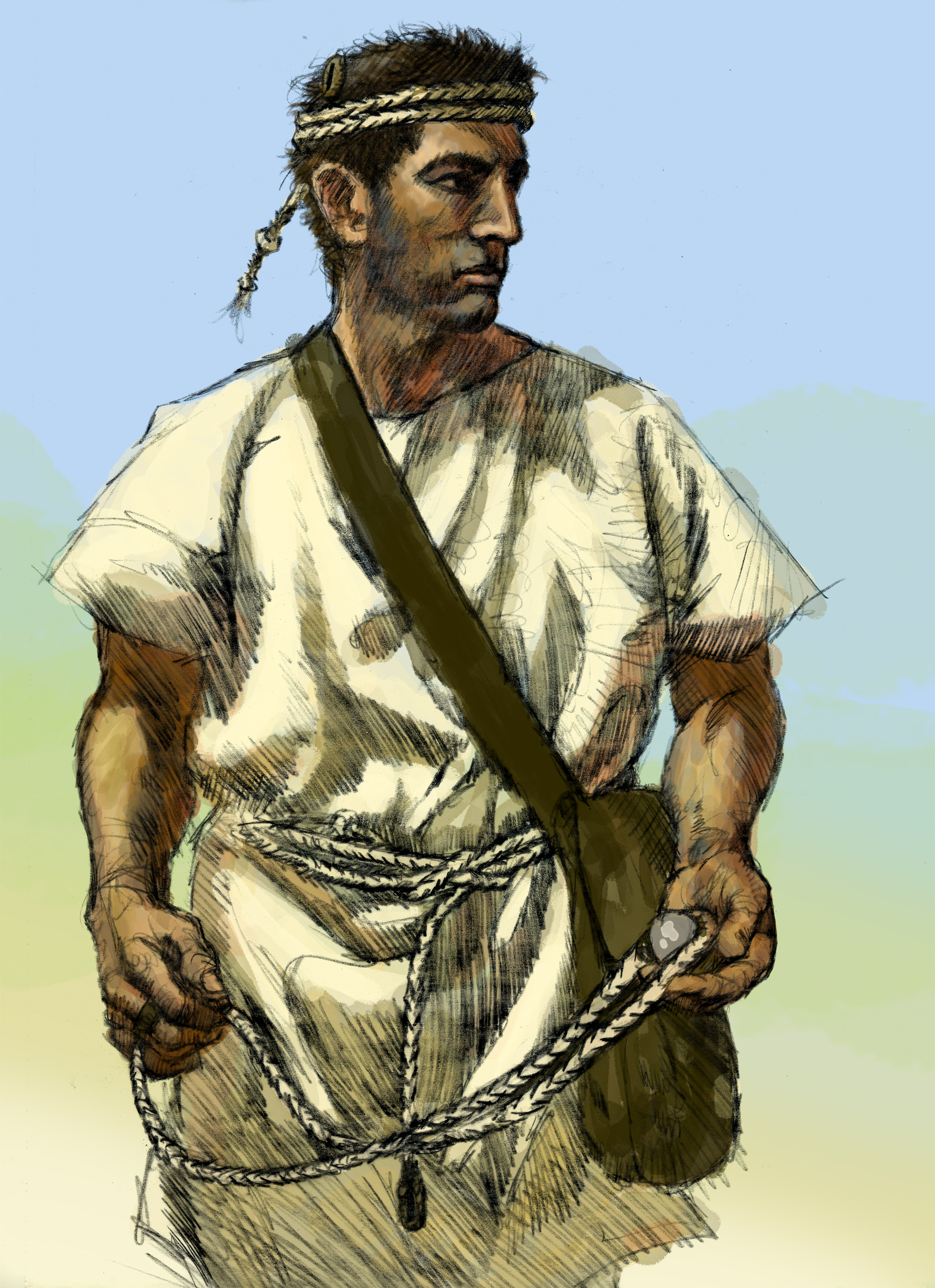
Foner balear.

Encara que es pugui comptar entre les tropes ibèriques d'Hanníbal, aquest contingent mereix esment a part per les seves característiques. Se citen per primera vegada a mitjan segle iv aC a Sardenya, durant la conquesta de Selinunt (409 aC, en el marc de la Segona Guerra Siciliana). Diodor els col·loca entre els combatents cartaginesos durant la presa d'Acragant i, ja començada la Tercera Guerra Siciliana, en la batalla d'Ècnom (310 aC), a les ordres d'Hamílcar (fill de Giscó).
Diu Diodor:
| « | En la pràctica de llançar grans pedres amb fona avantatgen a tots els altres homes. | » |

Els foners balears, esmentats per les fonts com a funditores, per extensió de l'arma que manejaven, la fona, anomenada funda en llatí, combatien «semidespullats», és a dir, amb escàs armament defensiu. Sobre això, Titus Livi els anomena «levium armorum baliares», 'els balears, armats a la lleugera'. També diu que com a armament defensiu només usaven un escut recobert de pell de cabra, i com a armament ofensiu un venable de fusta afilada i les cèlebres fones, que eren elaborades amb una fibra vegetal negra trenada amb crineres o amb nervis d'animals. N'empraven tres tipus diferents, de diferents longituds, segons la distància de l'objectiu a assolir. Les que no usaven en un moment donat les col·locaven al voltant del cap i de la cintura. Per contra, segons Estrabó i altres autors, portaven les tres fones lligades al voltant del cap.
Els projectils, que llançaven després de voltejar tres vegades les seves fones, podien ser de pedra, terracota o plom. Podien arribar a pesar fins a 500 grams, i els seus efectes eren anàlegs als d'una catapulta.
El seu mestratge amb la fona la intentava explicar ja Licòfron, en el seu poema èpic Alexandra, on parlava així dels fugitius de Troia que arriben a les Illes Balears: 
| «                                               | Després de navegar com crancs en les roques de Gimnesis envoltats de mar, arrossegaran la seva existència coberts de pells peludes, sense vestits, descalços, armats de tres fones de doble cordada. I les mares ensenyaran als seus fills més petits, en dejú, l'art de tirar; ja que cap d'ells tastarà el pa amb la boca si abans, amb pedra precisa, no encerta un tros posat sobre un pal com a blanc. | » |
| — Licòfron (280 aC), Alexandra, versos 633-641. | |   |

Excel·lents defensors i assaltants de fortificacions, els cartaginesos els van emprar sobretot en el camp de batalla. Normalment, eren els primers a intervenir en les batalles, derrocant les primeres files enemigues, trencant escuts, ielos i qualsevol tipus d'arma defensiva.
Quan acabaven els projectils o l'enemic ja era molt a prop, es replegaven al costat dels arquers per cedir el pas al gruix de la infanteria lleugera.
Segons els cronistes, Hanníbal va comptar amb aproximadament 2.000 foners balears, que al començament de la campanya a la península Itàlica els va disposar en primera fila del seu exèrcit, i eren els encarregats de començar la lluita hostigant als romans. Aquesta disposició de les tropes, que tenia un cert paral·lelisme amb la dels vèlits en l'exèrcit romà, la va repetir a Cannes (216 aC). És significatiu el fet que els contingents de foners balears fossin citats expressament en la distribució de tropes que Hanníbal va fer abans de deixar el comandament del territori cartaginès a la península Ibèrica al seu germà Hasdrúbal Barca, a qui va confiar 500 balears. Hanníbal conferia gran importància a aquestes tropes i les va protegir al llarg de la campanya com a soldats irreemplaçables. El motiu no era altre que el major abast i precisió que la fona tenia sobre l'arc.